# Гали Хужи

Фотография военных корреспондентов Гали Хужи (справа) и М. Садри. Польша. 1944

Гали Хужи (настоящие имя и фамилия — Гали Хузеевич Хузеев) (1912, дер. Карамасары (ныне Апастовского района Республики Татарстан) — 1966) — татарский советский поэт, журналист. Член Союза писателей СССР (с 1938).

## Биография
Сын крестьянина-середняка. Окончил семилетку, курсы и педагогический институт. Участник Великой Отечественной войны. На фронт Хужи пошел добровольцем, хотя по зрению он был освобожден от воинской обязанности. Был военным корреспондентом газеты «За честь Родины» 1-го Украинского фронта . Из воспоминания редактора фронтовой газеты «За честь Родины» Ризы Ишмуратова: 

«Мой товарищ — Гали Хужи — прекрасный журналист, поэт, прекрасный газетный работник. До войны он был сотрудником комсомольской газеты „Яшь сталинчы“. Из всех публикаций газеты особенно запомнилось „Письмо от татарского народа“. Полтора миллиона матерей, дедов, отцов подписали это письмо, обращаясь к воинам-татарам. Мы начали кампанию с призывом: „Как ты, воин, выполнил наказ своего народа?“. …Мы вдвоем с Гали Хужи … написали ответное письмо к татарскому народу. Это было в 1944 году…. Народ читал, и многие плакали. В ответ люди отдавали фронту последний хлеб. А это было особенно трудно, ведь в тылу, наверное, больше голодали, чем на фронте…»
После войны работал собственным корреспондентом газеты «Кзыл Татарстан» («Красная Татария», ныне «Республика Татарстан»), был ответственным редактором газеты «Яшь сталинчы» (позже «Татарстан яшьляре» («Молодежь Татарстана»)).

## Творчество
Военная тема была ведущей в его творчестве. Он написал поэму «Гражданин, поэт, солдат», воссоздающую образ Фатыха Карима, поэму «Наш Муса» — о подвиге М. Джалиля.
Автор поэм:
- «Идел хикәясе»,
- «Дом в Ульяновске»,
- «Гражданин, поэт, солдат»,
- «Россия»,
- «Безнең Муса» («Наш Муса»),
- «Фатыйма»,
- «Салават күпере» («Радуга»),
- сборник стихов и поэм «Весенний дождь».

При жизни поэта было издано шесть сборников его стихов и поэм.

## Память
- На родине писателя, в деревне Карамасар, открыт дом-музей Гали Хужи.